# Kirito
Kirito (jap. キリト Kirito), właśc. Kazuto Kirigaya (jap. 桐ヶ谷和人 Kirigaya Kazuto) – postać fikcyjna, protagonista serii light novel, mang oraz anime Sword Art Online. W anime głosu użycza mu Yoshitsugu Matsuoka. Koncepcję postaci stworzył Reki Kawahara.

## Opis postaci
Kirito nazywa się naprawdę Kazuto Kirigaya, natomiast stosowany przez niego nick stanowi portmanteau imienia i nazwiska. Jest czternastoletnim chłopcem, który mieszka ze swoją ciotką i kuzynką Suguhą. Odkąd odkrył, że opiekująca się nim ciocia nie jest jego prawdziwą matką (miał wówczas 10 lat), zainteresował się grami typu MMORPG. Akcja serii rozpoczyna się w 2022 roku i opiera się na rzeczywistości rozszerzonej, kiedy to granie w gry MMORPG polega na założeniu hełmu „NerveGear”, który przenosi świadomość gracza bezpośrednio do wirtualnego świata. Wchodząc do świata nowo zakupionej gry – Sword Art Online, Kirito zaprzyjaźnia się z nowym graczem, Kleinem. Krótko potem obaj orientują się, że z ich menu kontekstowego zniknął klawisz „wyloguj”. Niebawem wszyscy gracze zostają przeniesieni na główny plac miasta początkowego, gdzie mistrz gry (i jednocześnie jej twórca) Akihiko Kayaba informuje, że zostali tu uwięzieni, a jedynym sposobem na wydostanie się jest ukończenie gry (pokonanie stu pięter, gdzie na końcu każdego z nich czeka boss).
Po ponad miesiącu od rozpoczęcia gry i śmierci 2000 graczy, pewnej grupie udaje się zlokalizować bossa na pierwszym poziomie. Organizując drużynę, Kirito poznaje izolującą się dziewczynę – Asunę. Pomimo pokonania bossa, drużyna ponosi dotkliwe straty, a niektórzy jej członkowie sprzeciwiają się członkostwu Kirita, który był wcześniej beta testerem gry. Wkrótce potem dołącza on do małej gildii „Tsukiyo no kuro neko-dan” (Czarnych Kotów Pełni Księżyca), w której zaprzyjaźnia się z dziewczyną imieniem Sacchi, która bardzo boi się zginąć. Podczas jednej z wędrówek gildia wpada w pułapkę i wszyscy jej członkowie zostają zabici. Z tego powodu bohater postanawia zostać samotnym graczem. Jakiś czas później, wyrusza wraz z Asuną na zwiad 74. piętra, gdzie trafiają na komnatę bossa. W tym samym czasie dołączają do nich gildie Kleina oraz Front Wyzwolenia Aincradu, zamierzający zaatakować ostatecznego przeciwnika. Widząc zbliżającą się porażkę walczących, Kirito postanawia do nich dołączyć i użyć swojej unikatowej umiejętności: walki dwoma mieczami. Niebawem, para głównych bohaterów spotyka się z Heithcliffem, przywódcą gildii „Ketsumei Kishidan” (Rycerzy Krwi), której wicedowódczynią jest Asuna. Główny bohater przyjmuje propozycję pojedynku od Heithcliffa, jednak ponosi porażkę, z powodu której zostaje zmuszony do wstąpienia do gildii. Zaraz potem Kirito i Asuna zawierają internetowe małżeństwo i udają się do ustronnego domku na miesiąc miodowy. Przebywając tam, podczas spaceru w lesie odnajdują małą dziewczynkę, imieniem Yui, która okazuje się być sztuczną inteligencją. Zamieszkują razem, jednak ich pobyt zostaje skrócony przez nagłe wezwanie Heithcliffa, który chce przeprowadzić atak na kolejnego bossa. Tuż przed planowanym natarciem Kirito wyjawia wszystkim swoje podejrzenia, że Heithcliff to w rzeczywistości Akihiko Kayaba. Kirito ponownie decyduje się na pojedynek, który wygrywa i kończy grę, uwalniając graczy.
Po powrocie do świata realnego, okazuje się, że około 300 graczy nadal się nie obudziło, a wśród nich jest Asuna. Jakiś czas później, Kirito dostaje wiadomość od Agila, że awatar Asuny był widoczny w wirtualnym świecie innej gry MMORPG – Alfheim Online. Podejmuje decyzję o wejściu do świata ALO, a jego statystyki zostają zaimportowane z SAO. Niebawem poznaje tam Leafę, dziewczynę która w rzeczywistości jest jego kuzynką – Suguhą, jednak oboje nie zdają sobie sprawy ze swoich prawdziwych tożsamości. Okazuje się, że aby uwolnić Asunę, trzeba dotrzeć na szczyt Drzewa Życia, co jest głównym celem gry. Współpracując z Leafą, Kirito stara się dotrzeć do Drzewa Życia, rozwiązując po drodze konflikty pomiędzy rasami, głównie z Salamandrami. Tuż przed planowanym atakiem na strażników Drzewa, Kirito i Leafa orientują się, że w rzeczywistości są rodziną, co wywołuje ogromne zaskoczenie u obojga (zwłaszcza ze względu na uczucia Suguhy do Kazuto). Ostatecznie dzięki ich współpracy i pomocy dwóch ras Kirito udaje się wejść na szczyt Drzewa Życia, odnaleźć Asunę i pokonać głównego bossa – Oberona.
Mniej więcej rok po wydarzeniach w świecie ALO, do Kazuta zgłasza się pracownik japońskiego Ministerstwa Spraw Wewnętrznych, Kikuoka Seijiro i prosi chłopca o pomoc. Według jego słów, w nowej popularnej grze, opartej na rzeczywistości rozszerzonej – Gun Gale Online, pojawił się gracz o nicku Death Gun, który zabijając innego gracza w grze, uśmierca go także w świecie rzeczywistym. Kirito decyduje się pomóc w rozwiązaniu tej zagadki i wkracza do świata GGO, gdzie tak jak poprzednio jego statystyki zostały zaimportowane, jednak jego awatar przyjmuje twarz dziewczyny. W nowym świecie, zaprzyjaźnia się z czołową snajperką – Sinon, która zostaje jego przewodniczką. Chcąc odnaleźć i zmierzyć się z Death Gunem, Kirito musi wziąć udział w turnieju „Bullet of Bullets”. Pomimo że niemal wszyscy gracze posługują się bronią palną, główny bohater postanawia walczyć mieczem świetlnym. Biorąc udział w turnieju, współpracuje z Sinon i udaje mu się w przybliżeniu ustalić tożsamość Death Guna, który jest jednym z dawnych członków gildii Laughing Coffin ze świata Sword Art Online. Po pewnym czasie Kirito ustala, że Death Gun nie zabija ludzi z poziomu gry, tylko ma współpracownika, który uśmierca graczy w rzeczywistym świecie w ich własnych domach. Po ostatecznym pojedynku, w którym pokonał Death Guna, Kirito wylogowuje się z gry i udaje się do domu Sinon, gdzie zastaje współpracownika zabójcy, którym okazuje się być przyjaciel dziewczyny – Shinkawa.

## Odbiór
Postać Kirita wygrała nagrodę Newtype Anime Awards, przyznawaną przez miesięcznik Newtype, dla najlepszej męskiej postaci w anime, w 2014 roku. W 2012 uplasował się na piątym miejscu, natomiast rok później – na siódmym. W 2017 roku jego postać ponownie zwyciężyła, tym razem za animację w filmie pełnometrażowym Sword Art Online: Ordinal Scale.